# 1953 au Yukon
Chronologie du Yukon
- 1949
- 1950
- 1951
- 1952
- 1953
- 1954
- 1955
- 1956
- 1957

Cette page concerne des événements d'actualité qui se sont produits durant l'année 1953 dans le territoire canadien du Yukon.

## Politique
- Commissaire : Wilfred George Brown (en)
- Législature : 16e

## Événements
- 1er avril : La capitale du Yukon est transférée de Dawson City à White-Horse.
- 10 août : Le PLC de Louis St-Laurent conserve le pouvoir en remportant l'élection générale avec 171 élus contre 50 progressiste-conservateurs, 23 socialiste-démocrates, 15 créditistes, 3 députés indépendants, 2 députés libéraux indépendants, 1 libéraux-travailliste et 1 libéraux-progressiste. Dans la circonscription du territoire du Yukon, James Aubrey Simmons du libéral est réélu toutefois un deuxième mandat face au créditiste Richard Gordon Lee et du progressiste-conservateur George Black.

## Naissances
- 18 octobre : Ted Adel (en), député territorial de Copperbelt-Nord (2016-2021).

## Décès
- George P. MacKenzie, commissaire de l'or du Yukon (º 1873)